# Élection présidentielle kosovare de 2021
L'élection présidentielle kosovare de 2021 a lieu les 3 et 4 avril 2021 afin d'élire au suffrage indirect le président de la République du Kosovo.
La candidate réformiste Vjosa Osmani l'emporte après plusieurs tours de scrutin marqués par un boycott de l'opposition manquant de peu de provoquer l'échec de la présidentielle et la tenue d'élections législatives anticipées.

## Contexte

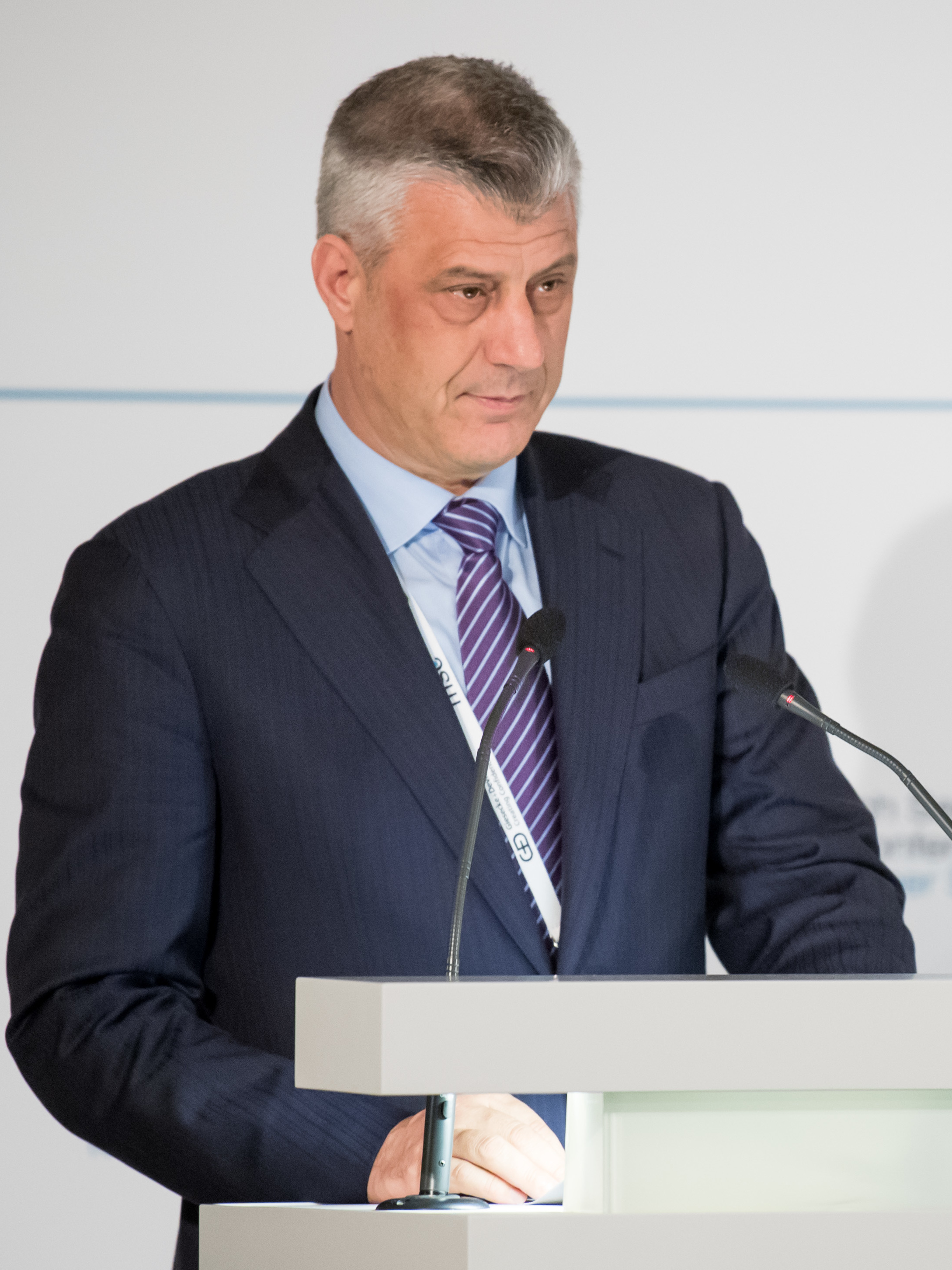
Hashim Thaçi en 2018.

L'élection a lieu un an après l'investiture de Albin Kurti au poste de Premier ministre à la suite des élections législatives de 2019. Ces dernières ont vu la défaite des partis historiquement au pouvoir, provoquant une alternance inédite dans le pays. L'attribution du poste de président de la République a un temps causé le blocage des longues négociations en vue de la formation du gouvernement de coalition entre les deux principaux partis, Autodétermination et la Ligue démocratique du Kosovo.
Le président sortant Hashim Thaçi est éligible pour un second mandat. Le 5 novembre 2020, cependant, il annonce sa démission à la suite de son inculpation en juin par le tribunal spécial de la Haye sur les crimes de guerre ayant eu lieu au cours de la Guerre du Kosovo. Ancien chef politique de l'Armée de libération du Kosovo (UÇK), Thaçi est accusé d'être responsable d'une centaine de meurtres, de disparitions forcées, de persécutions et de tortures. Il déclare vouloir protéger par son retrait l'intégrité de la fonction présidentielle et du Kosovo, et se consacrer à sa défense, clamant son innocence. Il se rend à La Haye, où il est placé en détention,.
La présidente du parlement, Vjosa Osmani, assure l'intérim pour un maximum de six mois en accord avec l'article 90 de la constitution, qui porte sur l'incapacité temporaire du président, la constitution ne prévoyant pas explicitement le cas de sa démission,. Après les élections législatives de 2021, la nouvelle assemblée est inaugurée le 22 mars et élit dans la foulée un nouveau président de l'assemblée, Glauk Konjufca, qui poursuit l'intérim de la présidence à la place de Vjosa Osmani.
Avec 300 788 voix en son nom propre lors de ces législatives, cette dernière obtient le record de vote préférentiel attribué à un candidat, tandis que la liste commune présentée par Autodétermination remporte 58 sièges, dont sept élus sous l'étiquette du parti Guxo créé par Osmani. La mise en place du Gouvernement Kurti II mené par Autodétermination avec une majorité absolue à l'assemblée rend alors probable une victoire de la candidate à la présidentielle,,.

## Mode de scrutin
Le président du Kosovo est élu pour un mandat de cinq ans renouvelable une seule fois au suffrage indirect par les 120 membres de l'Assemblée, à bulletin secret,. Cette élection doit se dérouler au moins 30 jours avant la fin du mandat du président sortant.
Pour se présenter, un candidat doit obtenir les signatures de soutien d'au moins trente députés. Ces derniers ne peuvent donner leur soutien qu'à un seul candidat. 
Est élu  à la présidence le candidat recueillant une majorité des deux tiers du total des députés, soit 80 voix. À défaut, un second tour est organisé dans les mêmes conditions. Si aucun candidat n'est élu au bout des deux premiers tours, un troisième est organisé entre les deux candidats ayant obtenu le plus de voix au deuxième tour. Est alors déclaré élu le candidat recueillant la majorité absolue du total des députés, soit 61 voix. Les députés peuvent néanmoins s'abstenir ou voter blancs ou nuls.
Si aucun candidat n'est élu à l'issue du troisième tour, l'assemblée est dissoute et des élections législatives convoquées dans les quarante cinq jours. Une nouvelle élection présidentielle est organisée après la prise de fonction des nouveaux députés.

## Candidats

### Candidats déclarés
| Candidat et parti politique                        | Candidat et parti politique | Candidat et parti politique | Principales fonctions                                                                               | Commentaires |
| -------------------------------------------------- | --------------------------- | --------------------------- | --------------------------------------------------------------------------------------------------- | --- |
| Vjosa Osmani Guxo (Soutenue par Autodétermination) |                             |                             | Présidente de la république par intérim (2020-2021) Présidente de l'Assemblée du Kosovo (2020-2021) | Députée à l'Assemblée du Kosovo depuis 2010, elle en devient présidente à la suite d'un accord de gouvernement entre Autodétermination et son parti, la Ligue démocratique du Kosovo. Elle devient présidente de la République par intérim après la démission de Hashim Thaçi. Elle quitte la Ligue et fonde son propre parti, Guxo, avant de s'allier au parti Autodétermination lors des législatives de février 2021. |
| Nasuf Bejta Guxo                                   |                             |                             | Député à l'Assemblée du Kosovo (depuis 2021)                                                        | |

### Candidats potentiels
- Behgjet Pacolli, ancien président de la République ;
- Fatmir Sejdiu, ancien président de la République ;

## Sondages d'opinion
Malgré l'élection du Président du Kosovo au scrutin indirect, des sondages d'opinion sont réalisés sur les candidats potentiels ou déclarés.
| Sondeur                 | Date            | Nehat Idrizi | Veton Surroi | Vjosa Osmani | Murat Jashari | Isa Mustafa | Vlora Çitaku | Ramush Haradinaj | Albin Kurti | Avdullah Hoti | Enver Hoxhaj | Autres candidats | Indécis | Abstention | Écart  |
| ----------------------- | --------------- | ------------ | ------------ | ------------ | ------------- | ----------- | ------------ | ---------------- | ----------- | ------------- | ------------ | ---------------- | ------- | ---------- | ------ |
| Sondeur                 | Date            |              |              |              |               |             |              |                  |             |               |              | Autres candidats | Indécis | Abstention | Écart  |
| UBO Consulting          | 11 mars 2021    | –            | –            | 48%          | 3%            | 2%          | 5%           | 11%              | 6%          | 2%            | 4%           | 9%               | 9%      | –          | 37%    |
| PIPOS                   | 22 janvier 2021 | –            | –            | 42%          | 20,3%         | 3%          | 16,5%        | 8,7%             | –           | –             | –            | 9,6%             | –       | –          | 21,7%  |
| Riinvest Data Analitics | 19 janvier 2021 | –            | –            | 57,18%       | –             | 2,89%       | –            | 11%              | 7,12%       | –             | –            | 6,21%            | –       | 6,73%      | 46,18% |
| PIPOS                   | 15 janvier 2021 | 0,1%         | 1%           | 40,1%        | 18,5%         | 6%          | 14,5%        | 7,6%             | –           | –             | –            | 6,9%             | –       | 5,3%       | 21,6%  |

## Déroulement
Malgré la présence de 82 députés au sein de l'Assemblée du Kosovo, le premier tour de scrutin organisé le 3 avril voit seulement 78 parlementaires participer au vote, soit moins que les 80 voix minimum requises pour l'élection d'un candidat. Ce résultat amène par conséquent à la tenue d'un nouveau vote le même jour. Seuls 79 parlementaires participent cependant à la seconde tentative de premier tour, conduisant au même résultat. Pour éviter un résultat identique, la troisième tentative de premier tour est alors reportée au lendemain 4 avril.  La perspective d'un échec de l'élection présidentielle fait craindre que le pays ne soit contraint de recourir à des élections législatives anticipées. Selon l'ancien Président de la Cour Constitutionnelle Enver Hasani, les tentatives de tenue du premier tour pourraient être répétés de manière illimité, seul l'échec d'un troisième tour conduisant obligatoirement à un scrutin législatif anticipé dans les soixante jours. La fonction d'intérim ayant une durée maximum de six mois, la démission du Président Thaçi le 5 novembre 2020 impose néanmoins l'élection d'un nouveau président avant le 5 mai 2021, faute de quoi le pays se retrouverait sans chef d’État, rendant probable le recours à des élections anticipées pour débloquer la situation.
Le quorum est finalement atteint lors de la troisième tentative organisée le 4 avril, à laquelle 81 parlementaires participent. Si Osmani reçoit la totalité des 69 voix valides, elle ne parvient pas comme attendu à réunir la majorité des deux tiers du total des parlementaires, conduisant ainsi à la tenue d'un second tour. Ce dernier, organisée juste après le premier et dans les mêmes conditions, voit la participation de 82 députés, remplissant à nouveau le quorum. Aucun candidat ne parvient à nouveau à atteindre la majorité qualifiée, Osmani recevant 67 voix et Nasuf Bejta 4 voix.
Le troisième tour organisé le même jour — cette fois à la majorité absolue des parlementaires — voit finalement l'élection de Vjosa Osmani avec la totalité des 71 votes valides,.

## Résultats
|                        | Vjosa Osmani           | Guxo                   | Quorum non atteint | Quorum non atteint | Quorum non atteint | Quorum non atteint | 69      | 100     | 67      | 94,37   | 71      | 100     |  |  |
|                        | Nasuf Bejta            | Guxo                   | Quorum non atteint | Quorum non atteint | Quorum non atteint | Quorum non atteint | 0       | 0,00    | 4       | 5,63    | 0       | 0,00    |  |  |
|                        |                        |                        |                    |                    |                    |                    |         |         |         |         |         |         |  |  |
| Majorité requise       | Majorité requise       | Majorité requise       | 80 voix            | 80 voix            | 80 voix            | 80 voix            | 80 voix | 80 voix | 80 voix | 80 voix | 61 voix | 61 voix |  |  |
|                        |                        |                        |                    |                    |                    |                    |         |         |         |         |         |         |  |  |
| Votes valides          | Votes valides          | Votes valides          |                    |                    |                    |                    | 69      | 85,19   | 71      | 86,59   | 71      | 86,59   |  |  |
| Votes blancs et nuls   | Votes blancs et nuls   | Votes blancs et nuls   | 12                 | 14,81              | 11                 | 13,41              | 11      | 13,41   |         |         |         |         |  |  |
| Total                  | Total                  | Total                  | 78                 | 100                | 79                 | 100                | 81      | 100     | 82      | 100     | 82      | 100     |  |  |
| Abstention             | Abstention             | Abstention             | 42                 | 35,00              | 41                 | 34,17              | 39      | 32,50   | 38      | 31,67   | 38      | 31,67   |  |  |
| Inscrits/Participation | Inscrits/Participation | Inscrits/Participation | 120                | 65,00              | 120                | 65,83              | 120     | 67,50   | 120     | 68,33   | 120     | 68,33   |  |  |